# Deiregyne cochleata
Deiregyne cochleata là một loài thực vật có hoa trong họ Lan. Loài này được Szlach., R.González & Rutk. mô tả khoa học đầu tiên năm 2001.